# Анђео чувар
Анђео чувар или анђео хранитељ је по хришћанском веровању анђео кога Бог додељује сваком новокрштеном на Светом крштењу. Његова улога је да чува и сачува сваког хришћанина од смрти и припреми га за други и славни Христов долазак и његово Царство небеско.
У Светом писму, анђео чувар се помиње на више места, посебно у Јеванђељу по Матеју :"Гледајте да не презрете једног од малих ових; јер вам кажем да анђели њихови на небесима једнако гледају лице Оца мог небеског." (Мат.18.10).
У старозаветној јеврејској традицији анђео чувар помиње су у књизи о Товији, сачуваној у Септуагинти. У причи о избегличкој израиљској породици која је живела у Месопотамији током касног 8. век п. н. е., описује се дуго путовање младића Товије на које он креће због свог ослепелог оца. На том путу архангел Рафаил води Товију, од града Ниниве до Раге, у улози чувара и водитеља.